# Doudeauville-en-Vexin
Doudeauville-en-Vexin är en kommun i departementet Eure i regionen Normandie i norra Frankrike. Kommunen ligger i kantonen Étrépagny som tillhör arrondissementet Les Andelys. År 2022 hade Doudeauville-en-Vexin 265 invånare.

## Befolkningsutveckling
Antalet invånare i kommunen Doudeauville-en-Vexin
Referens:INSEE